# Râul Moșuni
Râul Moșuni este un curs de apă, afluent al râului Valea. 

## Hărți
- Harta județului Mureș
- Harta zonei Miercurea Nirajului  Arhivat în 24 ianuarie 2007, la Wayback Machine.